# پاشویان

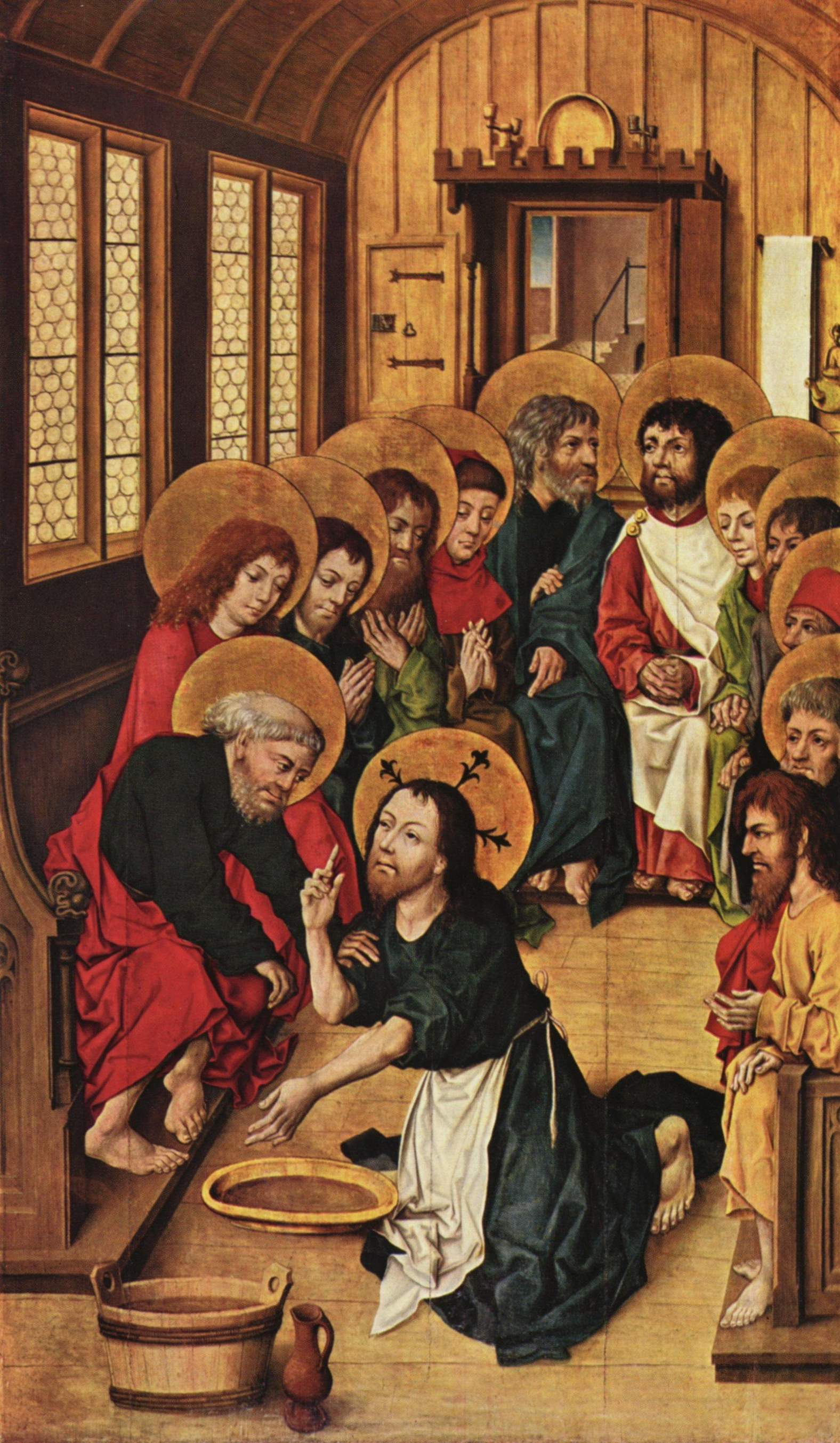
مسیح پای رسولان را می‌شوید از مایستا دس هاوخبوخس، ۱۴۷۵ (گملدگالری، برلین)

پاشویان از شعائر بسیاری از مذاهب مسیحی است. یوحنا ۱۳:۱–۱۷ ذکر می‌کند که مسیح این کار را انجام می‌داده است. به‌طور مشخص، در آیات ۱۳:۱۴–۱۷ او به آنان آموزش می‌دهد:
| « | ۱۴ «اگر من، خداوند و معلم شما، پایتان را شسته‌ام، شما نیز باید پای یکدیگر را بشویید.» ۱۵ «من به شما سرمشقی دادم تا شما نیز همان‌طور رفتار کنید» ۱۶ «چون مسلماً خدمتکار از اربابش بالاتر نیست و قاصد نیز از فرستنده‌اش مهم‌تر نمی‌باشد.» ۱۷ «در زندگی، سعادت در این است که به آنچه می‌دانید عمل کنید.» | » |

بر این اساس، بسیاری از فرقه‌ها پاشویان در پنج‌شنبه فرمان هفته مقدس را برگزار می‌کنند.
برخی از فرقه‌های مسیحی در طول تاریخ کلیسا، شستن پا را به عنوان یک آیین کلیسایی انجام داده‌اند، از جمله ادونتیسم، آناباپتیست (مانند منونایت‌های محافظه‌کار و برادران دانکرد)، باپتیست‌های اراده آزاد، متدیست‌های مبلغ و پنطیکاستیسم. از این میان، فرقه‌های خاصی، مانند کلیسای برادران دانکرد، به‌طور منظم شستن پا را به عنوان بخشی از ضیافت محبت انجام می‌دهند، که شامل بوسه مقدس، شستن پا، عشای ربانی و یک وعده غذای مشترک است. بسیاری از فرقه‌های مسیحی (از جمله کاتولیک‌ها، لوتری‌ها، انگلیکن‌ها، و همچنین برخی از پرسبیتری‌ها و متدیست‌ها، از جمله دیگران) شستن آیینی پا را در پنجشنبه فرمان از هفته مقدس انجام می‌دهند.